# Anita Doth
Anita Daniëlle Dels (* 28. prosince 1971 v Amsterdamu v Nizozemsku), známější pod fiktonymem Anita Doth, je nizozemská zpěvačka, hudební skladatelka a moderátorka. Známá je díky svému působení v kapele 2 Unlimited, jejíž hlavní součástí bylo duo tvořené Anitou Doth a zpěvákem Rayem Slijngaardem. Anita Doth ale zpívá i mimo kapelu.

## Život
Narodila se 28. prosince 1971 manželům Rolfu Delsovi a Lydii Dels. Dostala jméno Anita Daniëlle Dels. Školu dostudovala v roce 1991. Poté nastoupila do zaměstnání na policejní stanici jako administrativní pracovnice.
Tou dobou dostal zpěvák Ray Slijngaard od dvou belgických producentů Jeana–Paula de Costera a Phila Wilda za úkol napsat rapovou pasáž k melodii, kterou Coster a Wilde vytvořili. Ray Slijngaard však do písně napsal i refrén určený nějaké zpěvačce. Požádal proto Anitu, aby ho nazpívala. Demonahrávka se Costerovi a Wildovi líbila a Anitě nabídli spolupráci. Anita si vytvořila fiktonym „Anita Doth“ a spolu s Rayem Slijngaardem založila skupinu 2 Unlimited.

## Diskografie

### SOLOALBUM
1. This Is Reality (trvá asi 4 minuty a 26 sekund)
2. Lifting Up My Life (Original Mix) (trvá asi 4 minuty a 53 sekund)
3. Open Up My Eyes (trvá asi 3 minuty a 52 sekund)
4. Only You (trvá asi 3 minuty a 52 sekund)
5. Lovin' Every Day (trvá asi 5 minut a 10 sekund)
6. Say What You Mean (trvá asi 3 minuty a 55 sekund)
7. Universe (Believe In Yourself!) (trvá asi 5 minut a 33 sekund)
8. Virtual Love (trvá asi 4 minuty a 19 sekund)
9. Enter Love Delete The Hate (trvá asi 4 minuty a 35 sekund)
10. I'm Not Your Fool (trvá asi 3 minuty a 48 sekund)
11. Now Is The Time (trvá asi 3 minuty a 57 sekund)
12. I've Given You Everything (trvá asi 4 minuty a 11 sekund)
13. Why Should I Lie (trvá asi 5 minut a 38 sekund)
14. Every Little Step (trvá asi 3 minuty a 31 sekund)
15. Lifting Up My Life (Y2K Mix) (trvá asi 2 minuty a 58 sekund)